# Flagge Kanadas
Die Nationalflagge Kanadas (englisch Maple Leaf Flag ‚Ahornblattflagge‘, französisch l’Unifolié ‚die Einblättrige‘) wurde erstmals am 15. Februar 1965 gehisst. Das Design von George Stanley wurde aus drei Vorschlägen durch eine von Premierminister Lester Pearson eingesetzte Kommission ausgewählt.
Vor ihrer Einführung verwendete Kanada verschiedene Varianten der britischen Red Ensign mit dem kanadischen Wappen im Flugteil.

## Aussehen und Bedeutung

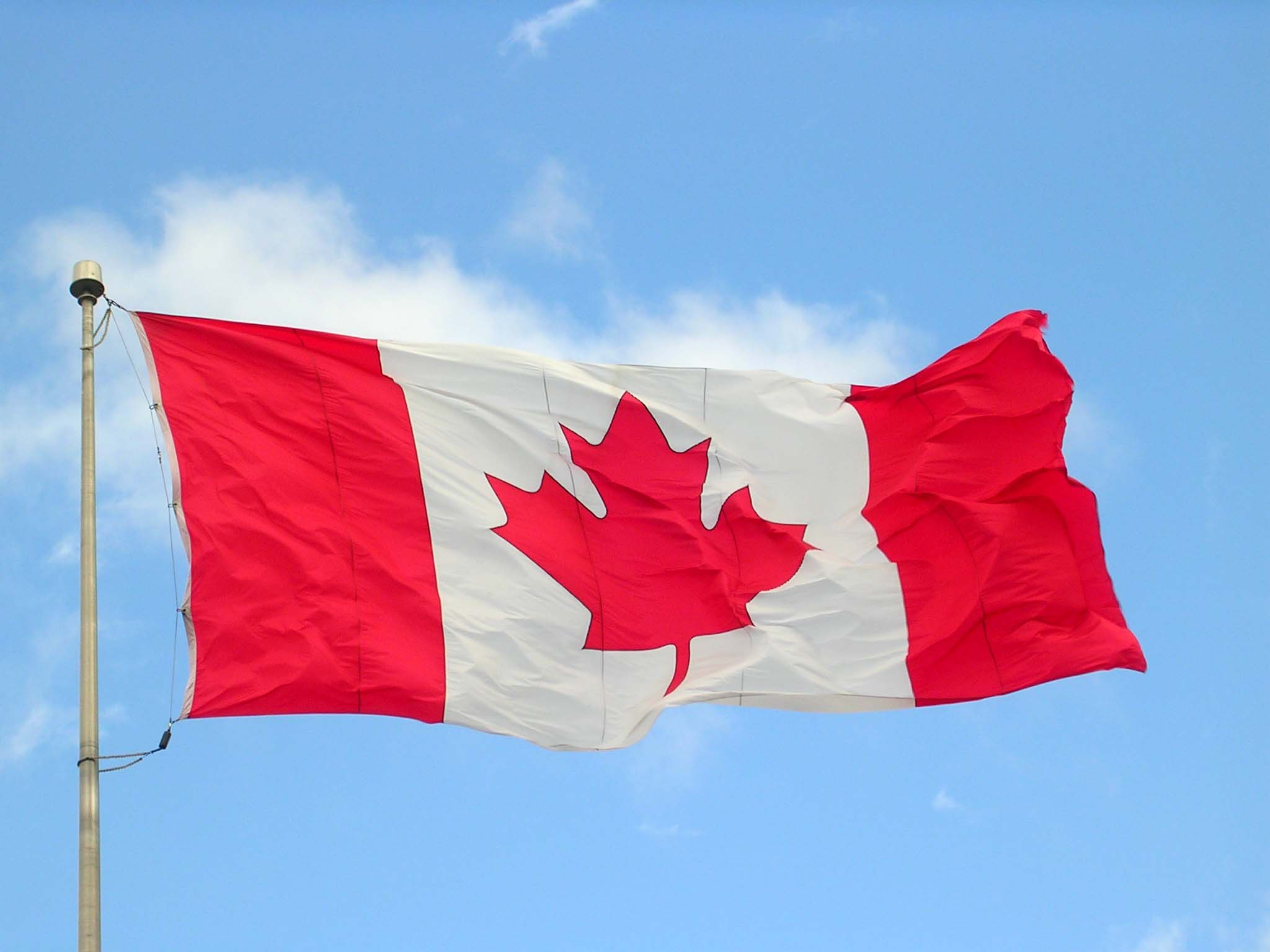
Nationalflagge Kanadas

Die Nationalflagge ist beschrieben als „rotes Ahornblatt auf silbernem kanadischen Pfahl, mit aufliegendem Rot“. Der weiße Pfahl ist ein quadratisches zentrales Band in der dreistreifigen Flagge, die angrenzenden roten Streifen sind exakt halb so breit wie das weiße Feld. Die Breite der Flagge ist das Doppelte der Höhe.
Auf dem weißen Feld ist ein 11-zackiges, rotes Zuckerahornblatt abgebildet. Die elf Zacken des Ahornblattes entsprechen nicht dem Original in der Natur, das 23 Zacken besitzt. Trotzdem hat die Anzahl keine besondere symbolische Bedeutung, sie steht also nicht für die Anzahl der Provinzen und die Gesamtheit der Territorien wie beispielsweise der Commonwealth-Stern auf der Flagge Australiens. Auf einigen frühen Beispielen der kanadischen Flagge waren Ahornblätter mit 13 oder 15 Spitzen abgebildet. Die heute verwendete Form wurde ermittelt, indem verschiedene Designvarianten in einem Windkanal getestet wurden, um festzustellen, welche Variante bei starkem Wind am ästhetischsten aussieht.
Das kanadische Kulturministerium empfiehlt verschiedene Druckfarben, die bei der Herstellung einer Flagge verwendet werden sollten:
- General Printing Ink, No. 0-712;
- Inmont Canada Ltd., No. 4T51577;
- Monarch Inks, No. 62539/0
- Rieger Inks, No. 25564
- Sinclair and Valentine, No. RL163929/0

Diese Farben entsprechen 0/100/100/0 im CMYK-Farbmodell oder PMS032 bzw. PMS485 im Pantone-Farbsystem.
Die beiden roten Bereiche links und rechts symbolisieren jeweils den Pazifischen und Atlantischen Ozean. Die Farbe Weiß symbolisiert den arktischen Schnee. Rot soll auch an die gefallenen kanadischen Soldaten im Ersten Weltkrieg erinnern – das kanadische Rot ist aber wesentlich älter und leitet sich aus der britischen Red Ensign des 17. Jahrhunderts ab.

## Geschichte
Zu Beginn des 18. Jahrhunderts begann sich das Ahornblatt als Symbol für die kanadische Natur und Umwelt zu etablieren. Auch im kanadischen Staatswappen befinden sich Ahornblätter, und zwar als einziges Symbol für Kanada. 1921 legte König Georg V. die Nationalfarben Kanadas fest: Rot, abgeleitet vom Georgskreuz der Flagge Englands, und Weiß, seit Karl VII. die französische Königsfarbe.
Ab 1868, ein Jahr nach dem Zusammenschluss verschiedener britischer Kolonien zur Kanadischen Konföderation, wurde informell eine auf dem britischen Vorbild basierende kanadische Red Ensign als Nationalflagge verwendet. Nach der Einführung eines neuen Staatswappens wurde 1921 auch das Design der Flagge leicht angepasst. 1957 folgte eine weitere kleinere Anpassung: Das Ahornblatt war nun rot statt grün und die irische Harfe hatte eine etwas andere Form.

Flagge Kanadas 1868–1921
Flagge Kanadas 1921–1957
Flagge Kanadas 1957–1965

Flagge Kanadas 1868–1921
Flagge Kanadas 1921–1957
Flagge Kanadas 1957–1965

Je mehr sich im Lauf des 20. Jahrhunderts die Bindungen Kanadas ans Vereinigte Königreich lösten, desto lauter wurde bei vielen Kanadiern der Ruf nach einer eigenen Nationalflagge. Sie verlangten eine Flagge, die in nichts mehr an die Union Flag der ehemaligen Kolonialmacht erinnert. Insbesondere französischsprachige Kanadier forderten eine Änderung. Den Anhängern dieser Idee standen Millionen anderer Kanadier gegenüber, die mit der alten Flagge weiterhin ihre Verbindung zum britischen Mutterland ausdrücken wollten. Insbesondere bei den Veteranen beider Weltkriege war die kanadische Red Ensign nach wie vor sehr geschätzt.
Mehrere Jahrzehnte lang dauerte die zum Teil leidenschaftlich geführte Diskussion – dann hatten sich die Anhänger einer neuen Flagge durchgesetzt. Premierminister Lester Pearson brachte am 27. Mai 1964 im Parlament einen Gesetzesvorschlag ein, der die Einführung einer von ihm persönlich unterstützten Flagge vorsah: Blaue Ränder und drei zusammengewachsene Ahornblätter auf einem zentralen weißen Feld. Dieser Vorschlag löste eine mehrere Wochen dauernde Debatte aus. Oppositionsführer John Diefenbaker versuchte, den Gesetzesvorschlag mit einer Ermüdungsrede, einem so genannten Filibuster, zu verhindern und verlangte eine Volksabstimmung. Stattdessen setzte Pearson am 10. September 1964 eine Parlamentskommission ein, bestehend aus 15 Vertretern verschiedener Parteien.
Unter insgesamt 3541 Einsendungen (davon enthielten 2136 ein Ahornblatt) entschied sich die Kommission am 22. Oktober 1964 für den Entwurf des Historikers George Stanley: Rot-Weiß-Rot mit einem roten Ahornblatt in der Mitte. Mit dieser Flagge waren jedoch viele Frankokanadier nicht einverstanden, da sie zumindest die auch in der Flagge Québecs verwendeten Bourbonenlilien in der neuen Flagge sehen wollten. 33 Tage lang wurde in beiden Häusern des Parlaments für und gegen die neue Flagge gestritten, und in vielen Städten kam es zu heftigen Redeschlachten und sogar zu handgreiflichen Auseinandersetzungen. Das Unterhaus nahm die Flagge schließlich am 15. Dezember 1964 mit 163 gegen 78 Stimmen an. Zwei Tage später gab auch der Senat seine Zustimmung.
Am 24. Januar 1965 starb der ehemalige britische Premierminister Winston Churchill. Pearson entschied sich, an dem Staatsbegräbnis teilzunehmen und bei dieser Gelegenheit Königin Elisabeth II. zu treffen. Er bat sie, die neue Flagge zu verkünden, was sie am 28. Januar 1965 auch tat. Am 15. Februar 1965 wurde die neue Flagge bei einer offiziellen Zeremonie auf dem Parliament Hill in Ottawa eingeführt. Seit 1996 gilt der 15. Februar als kanadischer Nationalflaggentag. Ihrer Bedeutung als einzigartiges kanadisches Symbol wurde durch die kanadische Regierung am 12. November 2014 gedacht und ihre Schaffung zu einem „nationalen historischen Ereignis“ erklärt.

Flaggenentwurf von 1946
Erster vorgestellter Flaggenentwurf von Lester Pearson
Nicht umgesetzte Variante aus dem Jahr 1964
Vorschlag von 2006 für eine Flagge, die auch die frankophone Bevölkerung repräsentiert[5]